# عیاش (فیلم)
عیاش (به هندی: Ayaash) یا فسق (به انگلیسی: Debauch) فیلمی هندی محصول سال ۱۹۸۲ و به کارگردانی شاکتی سامانتا است. در این فیلم بازیگرانی همچون سانجیو کومار، راتی آگنیهوتری و بینا بانرجی ایفای نقش کرده‌اند.